# راین (آلمان)
راین نام شهری در ناحیهٔ اشتاینفورت واقع در کشور آلمان است. این شهر بزرگترین شهر این ناحیه به شمار می‌رود و همچنین پایگاه هوایی راین را در خود جای داده است.

## جغرافیا و محل قرارگیری
شهر راین بر سر راه رود امس و حدود چهل کیلومتری(۲۵ مایلی) شمال مونستر، ۴۵ کیلومتری(۲۸ مایلی) غربی اسنابروک و ۴۵ کیلومتری شرقی شهر انسخده (هلند) قرار گرفته است.